# (10857) Blüthner
(10857) Bluthner, désignation internationale (10857) Blüthner, est un astéroïde de la ceinture principale.

## Description
(10857) Bluthner est un astéroïde de la ceinture principale. Il fut découvert le 5 mars 1995 à Tautenburg par Freimut Börngen. Il présente une orbite caractérisée par un demi-grand axe de 2,38 UA, une excentricité de 0,16 et une inclinaison de 2,5° par rapport à l'écliptique.

## Compléments